# Casa ao Bogary
Casa ao Bogary é uma gravadora brasileira, fundada em 18 de abril de 1895, pelos portugueses Arthur Augusto Villar Martins e Arnaldo Castilho Natividade de Castro. Ela é uma das primeiras gravadoras que operaram no Brasil, inicialmente vendendo cilindros fonográficos importados de empresas americanas e europeias, que já vinham pré-gravados, e, posteriormente, vendendo também discos para gramofones, quando se tornou representante comercial da gravadora inglesa Gramophone Company. Com o tempo, passaria também a gravar cilindros e discos com músicas nacionais.